# August Schäfer (Richter)

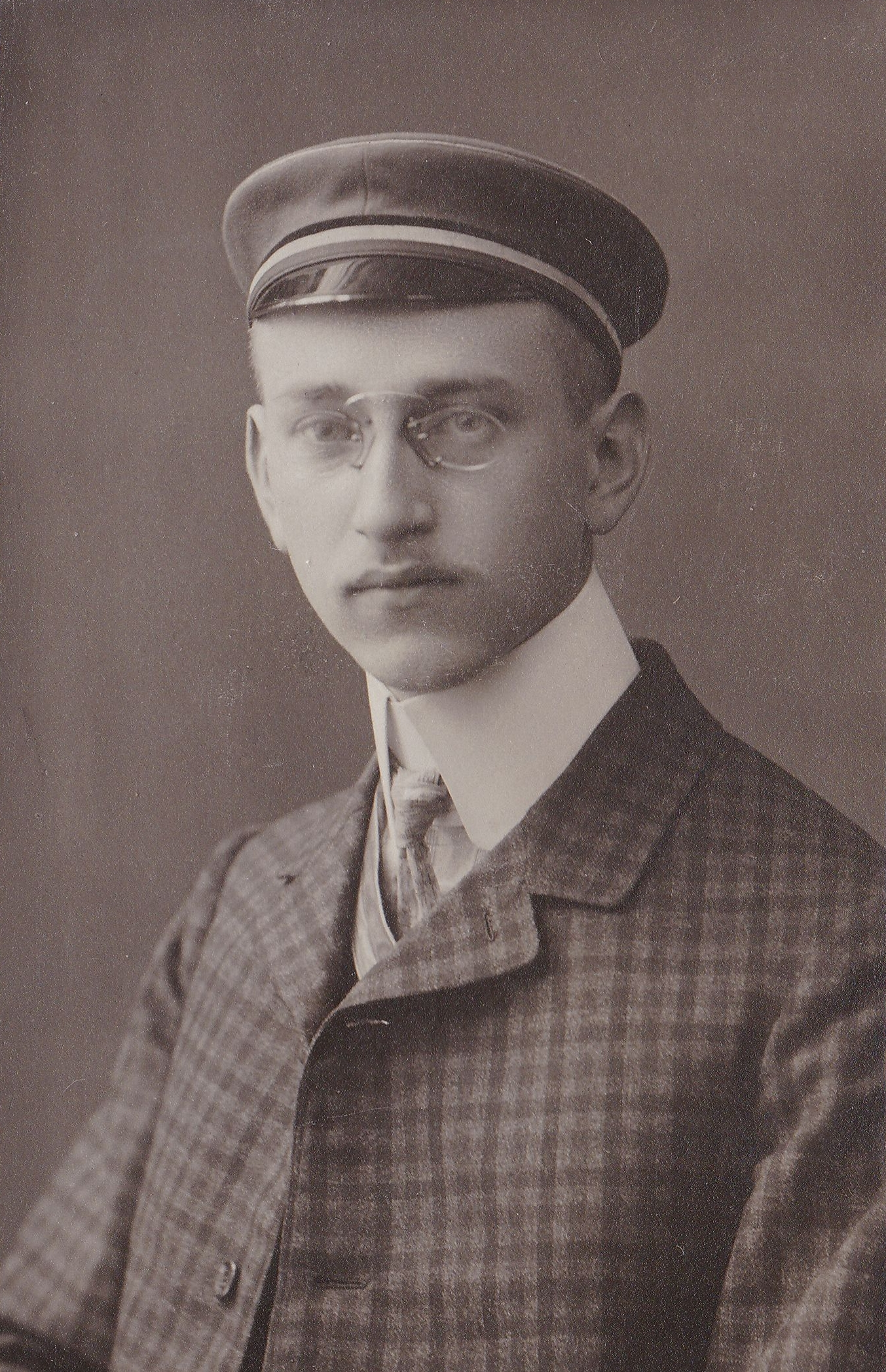
August Schäfer

August Schäfer (* 23. Juli 1888 in Schweinfurt; † 28. März 1984 in München) war ein deutscher Reichsgerichtsrat.

## Leben
Der Sohn eines katholischen Gerichtsvollziehers besuchte das Gymnasium in Erlangen. Nach dem Abitur immatrikulierte er sich am 31. Oktober 1907 an der  Friedrich-Alexander-Universität Rechtswissenschaft. Bereits am 26. August 1907 wurde er im Corps Baruthia aktiv. 1911 legte er die erste Staatsprüfung („bestanden“) ab. Im Ersten Weltkrieg nahm er zuletzt im Rang eines Leutnants der Reserve teil. In der zweiten Staatsprüfung 1919 erreichte er ein „sehr gut“. Von November 1919 bis 1925 war er als III. bzw. II. Staatsanwalt beim Landgericht Memmingen tätig. Dann war er bis 1927 als Amtsrichter in Erlangen. 1927 wurde er zum I. Staatsanwalt beim Landgericht München I ernannt. 1931 wurde Schäfer dort Landgerichtsrat. In seiner Tätigkeit versah er den Dienst eines Untersuchungsrichters beim Reichsgericht und beim Bayerischen Obersten Landesgericht. Ab 1. August 1934 war er Oberstaatsanwalt beim Landgericht München I. Mitte Mai 1938 wurde er zum Landgerichtsdirektor am Landgericht München II befördert und als Hilfsrichter an das Reichsgericht abgeordnet. Am 1. Mai 1939 wurde Schäfer zum Reichsgerichtsrat ernannt.
Nach der Besetzung Leipzigs durch die Rote Armee wurde er durch den NKWD verhaftet. Nach Aufenthalten im Speziallager Nr. 1 Mühlberg und im Speziallager Nr. 2 Buchenwald wurde er am 16. Januar 1950 entlassen. Zuerst wurde er Präsident des Landgerichts Hof und noch im selben Jahr als Nachfolger Hermann Weinkauffs Präsident des Oberlandesgerichts Bamberg. Er amtierte bis 1956. 1951 wurde er als richterliches Mitglied in den Bayerischen Verfassungsgerichtshof gewählt.

## Ehrungen
- Treudienst-Ehrenzeichen in Silber (23. Juli 1938)
- Bayerischer Verdienstorden (15. Dezember 1959)